# 거창 무촌리 은행나무
거창 무촌리 은행나무(居昌 茂村里 은행나무)는 대한민국 경상남도 거창군 남상면 무촌리에 있는 은행나무이다. 1997년 12월 31일 경상남도의 기념물 제198호로 지정되었다.

## 개요
은행나무는 살아 있는 화석이라 할 만큼 오래된 나무로 우리나라, 일본, 중국 등지에 분포하고 있다. 우리나라에는 중국에서 유교와 불교가 전해질 때 같이 들어온 것으로 전해지고 있다. 가을 단풍이 매우 아름답고 병충해가 없으며 넓고 짙은 그늘을 제공한다는 장점이 있어 정자나무 또는 가로수로도 많이 심는다.
거창 무촌리 은행나무의 나이는 400년 정도로 추정된다. 원줄기에서 새싹이 자라 3개의 나무처럼 보이며, 원줄기를 포함한 3개의 줄기에서 8개의 가지가 사방으로 뻗어 있다.
거창 무촌리 은행나무는 오랜 세월 조상들의 삶과 함께 살아온 생물학적 역사의 자료로서 가치가 인정되어 기념물로 지정하여 보호하고 있다.

## 참고 자료
- 거창 무촌리 은행나무 - 국가유산청 국가유산포털